# Власівська сільська рада (Кегичівський район)
Вла́сівська сільська́ ра́да — адміністративно-територіальна одиниця та орган місцевого самоврядування в Кегичівському районі Харківської області. Адміністративний центр — село Власівка.

## Загальні відомості
- Власівська сільська рада утворена в 1959 році.
- Територія ради: 49,267 км²
- Населення ради: 711 особа (станом на 2001 рік)
- Територією ради протікає річка Берестова.

## Населені пункти
Сільській раді були підпорядковані населені пункти:
- с. Власівка
- с. Кофанівка
- с. Шевченкове

## Склад ради
Рада складалася з 14 депутатів та голови.
- Голова ради: Куст Олександр Миколайович
- Секретар ради: Крюк Ольга Іванівна

### Керівний склад попередніх скликань
| Прізвище, ім'я, по батькові | Основні відомості                                                         | Дата обрання | Дата звільнення |
| --------------------------- | ------------------------------------------------------------------------- | ------------ | --------------- |
| Куст Олександр Миколайович  | Сільський голова, 1957 року народження, освіта вища, член Народної партії | 26.03.2006   | 31.10.2010      |
| Куст Олександр Миколайович  | Сільський голова, 1957 року народження, освіта вища, член Партії регіонів | 31.10.2010   |                 |

Примітка: таблиця складена за даними сайту Верховної Ради України

### Депутати
За результатами місцевих виборів 2010 року депутатами ради стали:

#### За суб'єктами висування
| Суб'єкт висування | Кількість обраних депутатів | %   |
| ----------------- | --------------------------- | --- |
| Самовисування     | 14                          | 100 |

#### За округами
| № округу | Прізвище, ім'я, по батькові      | Дата визнання обраним | Освіта  | Партійна приналежність                        | Відомості про обраного депутата               |
| -------- | -------------------------------- | --------------------- | ------- | --------------------------------------------- | --------------------------------------------- |
| 1        | Заяц Олександр Павлович          | 02.11.2010            | середня | позапартійний                                 | приватний підприємець                         |
| 2        | Карнаушенко Любов Дмитрівна      | 02.11.2010            | вища    | член Партії регіонів                          | тимчасово не працює                           |
| 3        | Карнаушенко Микола Володимирович | 02.11.2010            | середня | член Партії регіонів                          | приватний підприємець                         |
| 4        | Авраменко Вадим Олександрович    | 02.11.2010            | середня | член Народно-демократичної партії (НДП)       | тимчасово не працює                           |
| 5        | Осадчий Сергій Олексійович       | 02.11.2010            | середня | член Партії регіонів                          | приватний підприємець                         |
| 6        | Степаненко Ніна Володимирівна    | 02.11.2010            | вища    | член Партії регіонів                          | Власівсь-кий ЗНВК, вчитель                    |
| 7        | Корнієнко Олександр Дмитрович    | 02.11.2010            | вища    | член Партії регіонів                          | ФГ «Обрій», голова                            |
| 8        | Денисюк Світлана Миколаївна      | 02.11.2010            | вища    | член Партії регіонів                          | Власівсь-кий ЗНВК, вчитель                    |
| 9        | Хвалько Анатолій Васильович      | 02.11.2010            | середня | член Соціалістичної партії України            | Красноградський КП Водо-канал, робітник       |
| 10       | Маякова Олена Анатоліївна        | 02.11.2010            | середня | член Партії регіонів                          | приватний підприємець                         |
| 11       | Мосейчук Валентина Іванівна      | 02.11.2010            | вища    | член Партії регіонів                          | Власівсь-ка сільська бібліо-тека, завідувачка |
| 12       | Крюк Ольга Іванівна              | 02.11.2010            | середня | член Партії регіонів                          | Власівсь-ка сільська рада, секретар           |
| 13       | Дригайло Валентина Григорівна    | 02.11.2010            | середня | член Всеукраїнського об'єднання «Батьківщина» | приватний підприємець                         |
| 14       | Степаненко Інна Володимирівна    | 02.11.2010            | вища    | член Партії регіонів                          | Відділен-ня ХД УДППЗ, начальник відділення    |